# Bullobunus punctatus
Bullobunus punctatus is een hooiwagen uit de familie Sclerosomatidae. De wetenschappelijke naam van Bullobunus punctatus gaat terug op Suzuki.